# Adelbold I
Adelbold I of Odilbald was bisschop van Utrecht van 867/879 tot 898.
Net als zijn directe voorgangers en opvolgers resideerde Adelbold in Deventer aangezien Utrecht bedreigd werd door de Noormannen. Hij trad een paar maal op als scheidsrechter in Keulse aangelegenheden en bezocht de synodes in Keulen in 873 en 887 en die in Trebur in 895. Adelbold was waarschijnlijk de opdrachtgever en bezitter van een in Reims rond 880-890 gemaakt sacramentarium. Adelbold werd in de Sint-Salvatorkerk in Utrecht begraven. 

## Het sacramentarium van Odilbald
In het Middeleeuwse manuscript Hs. 163 (4 J 9) zitten schutbladen waarop een sacramentarium geschreven is die hoogstwaarschijnlijk gebruikt werd door Odilbald.